# Billings (Oklahoma)
Billings es un pueblo ubicado en el condado de Noble en el estado estadounidense de Oklahoma. En el año 2010 tenía una población de 509 habitantes y una densidad poblacional de 318,13 personas por km².

## Geografía
Billings se encuentra ubicado en las coordenadas 36°32′06″N 97°25′46″O / 36.535040, -97.429505.

## Demografía
Según la Oficina del Censo en 2000 los ingresos medios por hogar en la localidad eran de $35,481 y los ingresos medios por familia eran $40,375. Los hombres tenían unos ingresos medios de $26,250 frente a los $17,750 para las mujeres. La renta per cápita para la localidad era de $12,671. Alrededor del 10.6% de la población estaban por debajo del umbral de pobreza.